# Tour INSEE
La tour INSEE était un bâtiment qui abritait le siège social de Institut national de la statistique et des études économiques (INSEE) entre 1975 et 2018. Elle était située à Malakoff dans le département des Hauts-de-Seine à proximité du boulevard périphérique parisien. Elle est construite en 1974 sur les plans des architectes Denis Honegger et Serge Lana. En 2015, lorsque l'État émet le souhait de démolir le bâtiment, un débat autour de sa sauvegarde nait entre plusieurs collectifs et la direction de l'Immobilier de l'État (DIE) alors propriétaire de l'édifice.
Le bâtiment est démoli en 2024.

## Architecture
La tour est constituée de treize étages et mesure quarante-huit mètres de hauteur. Elle est construite en forme de tripode. Sa forme étoilée à trois branches est dissymétrique. La façade est incurvée et accentuée par des allèges en aluminium. Les pignons pointus de l'édifice sont en forme d'étrave et une fente en son centre permet à la lumière de pénétrer à l’intérieur du bâtiment pour éclairer la cage d'escaliers.

## Historique
La tour est construite en 1974 par Denis Honegger et Serge Lana. En 2018, l'INSEE quitte les locaux de la tour. D'octobre 2018 à février 2019, le plan Grand Froid permet à environ trois-cent-quatre-vingt personnes sans domicile fixe d'être hébergées dans la tour,.
Le 23 décembre 2021, le permis de démolir est validé par la mairie. Il est reproché à l'État de démolir un bâtiment qui serait remplacé par des locaux ayant la même fonction et de surfaces presque égales.
La pétition « Immeuble INSEE pas fini » lancée sur Change.org, en mai 2022, atteint le 29 août 2023 plus de 19 000 signatures. Le conseil régional de l’ordre des architectes d’Île-de-France affiche son soutien à la pétition ainsi que la mairie de Malakoff[réf. nécessaire]. Cette pétition demande que le bâtiment soit réhabilité, ce qui permettrait de réutiliser les locaux  de 32 500 m2, éviterait de gâcher les 50 000 tonnes de béton qui composent le bâtiment et une pollution inutile. Selon les spécialistes mandatés par le collectif, la démolition du bâtiment dégagerait  6 000 tonnes de CO2.